# Format gabinetowy

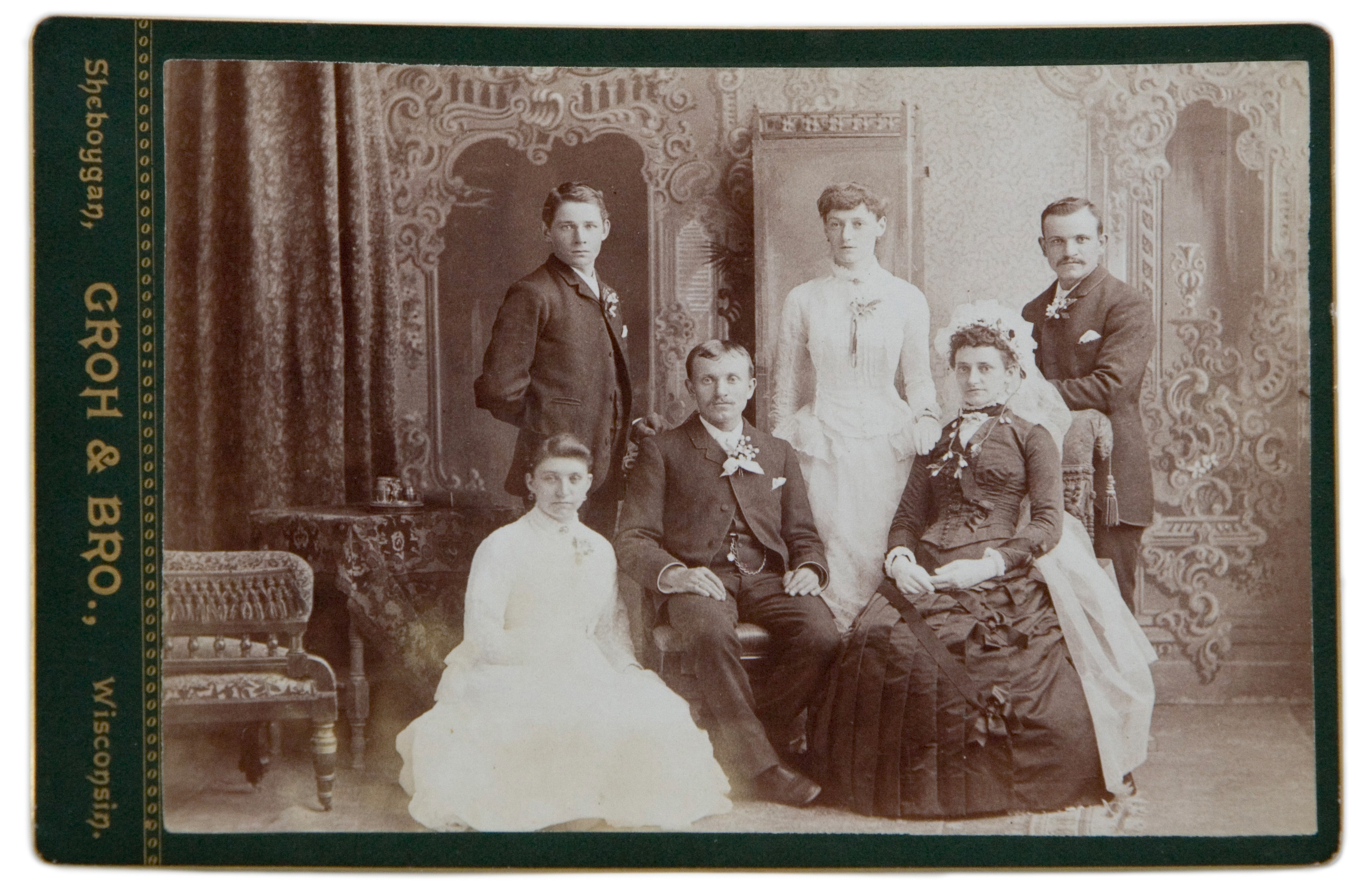
Zdjęcie ślubne, karta gabinetowa ok. 1885 r.

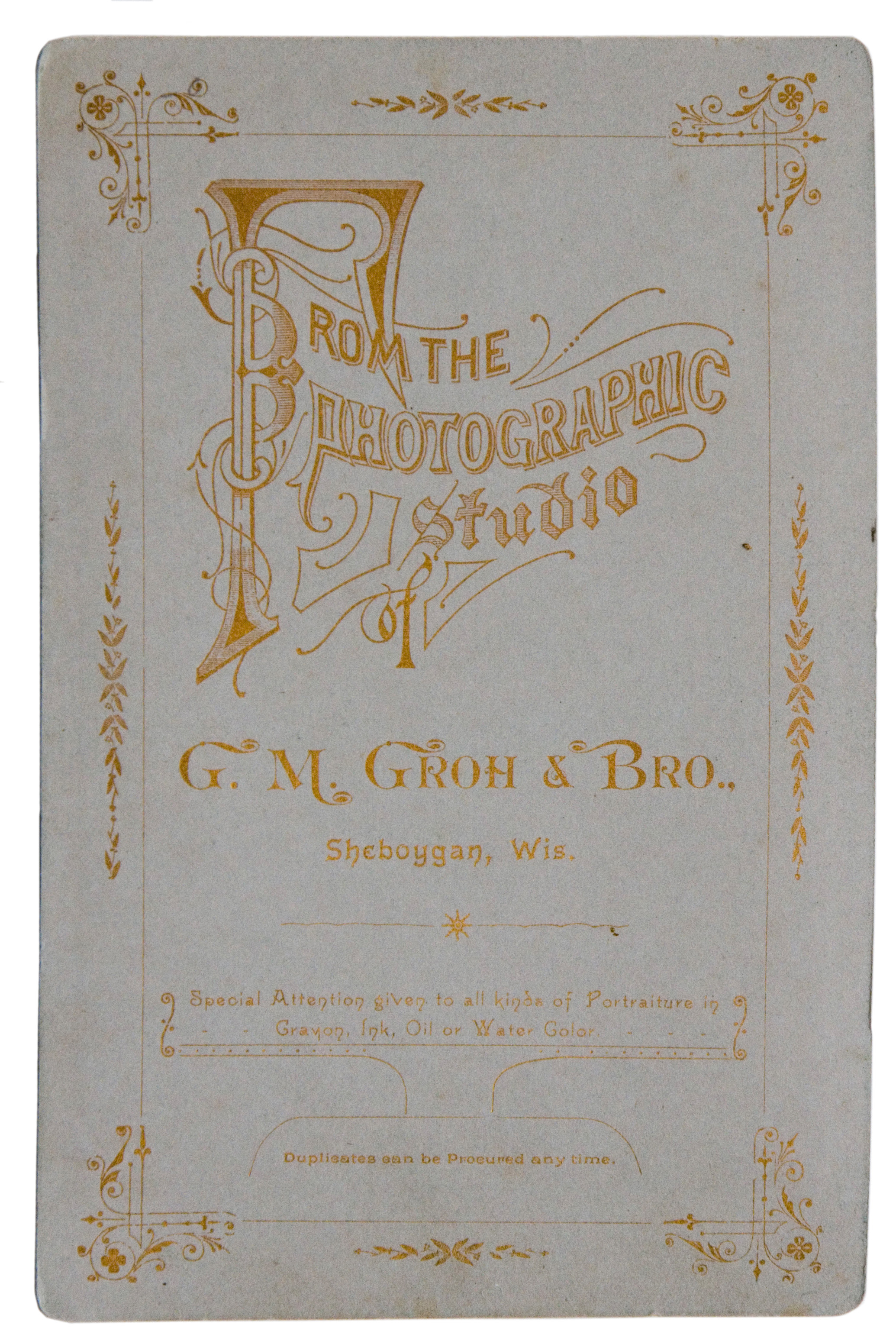
Rewers karty gabinetowej z winietą atelier

Format gabinetowy lub karta gabinetowa (ang. cabinet card lub cabinet portrait, niem. Kabinettformat lub Kabinettkarte) – format odbitki fotograficznej, który pojawił się ok. 1866 r., większy niż powszechny wówczas format carte de visite.

## Sposób wykonywania
Karta gabinetowa była odbitką na papierze albuminowym, naklejoną na nieco większy karton, przeważnie w formacie 16,5 × 11,5 cm (4¼ × 6½ do 4 × 5½ cali). Karty gabinetowe były zazwyczaj portretami studyjnymi. Wystający spod odbitki karton tworzył ramkę, na którym nadrukowana była obwódka, przeważnie w kolorze czerwonym, czarnym lub złotym. Do ok. 1890 r. stosowano z reguły biały karton, ozdobiony w aktualnie modny sposób. Później zaczęto stosować pierwsze kolorowe kartony, głównie w kolorze ciemnozielonym i brązowym. Od połowy lat dziewięćdziesiątych XIX w. zaczęto sporządzać karty gabinetowe w dowolnych rozmiarach, zarówno odbitki na kartonie większego formatu, jak i również odbitki dla przykładu o zmniejszonej szerokości.

## Historia
Pojęcie „format gabinetowy” stosowane było już od XVI wieku na określanie małoformatowych portretów, którymi przyozdabiano gabinety osobliwości. Fotograficzny format gabinetowy wykorzystany został po raz pierwszy w 1862 r. przez angielskich fotografów George’a Whartona Simpsona (1825–1880) i George’a Washingtona Wilsona (1823–1893) do zdjęć krajobrazowych. Pomysł podchwycili różni fotografowie, m.in. Mathew B. Brady, oferując od 1865 r. wykonane w tym formacie (który on nazywał „Imperial Carte-de-Visite”) fotografie z wojny secesyjnej. Decydujące znaczenie dla upowszechnienia karty gabinetowej miało wykorzystanie jej od 1866 r. do fotografii portretowej przez londyńskiego fotografa Fredericka Richarda Windowa. Błyskawicznie upowszechniła się nie tylko w Anglii, lecz także na kontynencie europejskim i w USA. Stanowiła konkurencję do powszechnego wówczas, mniejszego formatu carte de visite i dość szybko go wyparła. Od początku XX w. format gabinetowy zaczął tracić popularność na rzecz formatu pocztówkowego. Do końca I wojny światowej prawie zanikł, ale spotykało się go jeszcze do 1924 r.